# Tetsuo Ōsawa
Tetsuo Ōsawa (japanisch 大沢 鉄男; * 14. Juni 1936 in Iwanai) ist ein ehemaliger japanischer Radrennfahrer.

## Sportliche Laufbahn
Ōsawa war Bahnradsportler und auch im Straßenradsport aktiv. Er war Teilnehmer der Olympischen Sommerspiele 1956 in Melbourne. Im 1000-Meter-Zeitfahren belegte er beim Sieg von Leandro Faggin den 12. Platz. Im olympischen Straßenrennen schied er aus.
Bei den Olympischen Sommerspielen 1960 in Rom war er erneut am Start. In der Mannschaftsverfolgung schied der japanische Vierer mit Tetsuo Ōsawa, Kanji Kubomura, Nobuhira Takanuki und Katsuya Saitō in der Qualifikation aus. Im Zeitfahren wurde er als 19. klassiert.
Bei den Asienspielen 1958 gewann er die Goldmedaille im 1000-Meter-Zeitfahren.